# Komedien om oss människor
Komedien om oss människor (engelska: You Can't Take It with You) är en amerikansk romantisk komedi från 1938 i regi av Frank Capra. I huvudrollerna ses James Stewart, Jean Arthur och Lionel Barrymore. Filmen  vann två Oscar, för bästa film och bästa regi.

## Handling
En rik affärsman, Anthony P. Kirby (Edward Arnold), köper upp all mark i ett område. En familj vägrar sälja sitt hus och därmed bussar affärsmannen alla advokater och andra han kan hitta på dem. Familjen är relativt excentrisk och dess överhuvud, Martin Vanderhof (Lionel Barrymore) framhäver att det man ska få ut av livet är glädje och vänskap, inte jakten på pengar. Martins barnbarn Alice Sycamore (Jean Arthur) kommer nu hem och berättar de goda nyheterna att hon hittat en fästman. Men det visar sig att fästmannen, Tony Kirby (James Stewart), är son till den rika affärsmannen som försöker köpa huset. Hur ska mötet mellan de båda familjerna fungera?

## Rollista
- Jean Arthur - Alice Sycamore, stenograf
- Lionel Barrymore - Martin Vanderhof, Alices morfar
- James Stewart - Tony Kirby
- Edward Arnold - Anthony P. Kirby, bankir, Tonys far
- Mischa Auer - Boris Kolenhkov, den ryske dansläraren
- Ann Miller - Essie Carmichael, Mr. Vanderhofs sondotter
- Spring Byington - Penelope "Penny" Sycamore, Alices mor, pjäsförfattarinna
- Samuel S. Hinds - Paul Sycamore, Alices far, fyrverkerikonstruktör
- Donald Meek - Poppins
- H.B. Warner - Ramsey
- Halliwell Hobbes - Mr. DePinna
- Dub Taylor - Ed Carmichael, Essies man
- Mary Forbes - Mrs. Anthony P. Kirby
- Lillian Yarbo - Rheba
- Eddie "Rochester" Anderson - Donald
- Clarence Wilson - John Blakely
- Josef Swickard - professorn
- Ann Doran - Maggie O'Neill, granne
- Christian Rub - Schmidt
- Bodil Rosing - Mrs. Schmidt
- Charles Lane - Wilbur G. Henderson

## Priser och utmärkelser
Filmen nominerades till sju Oscar och vann två, för bästa film och för bästa regi.